# Randy
Randy var et heavy metalband fra Randers som blev dannet i 1981 af Brian Andersen (bas), Jørgen Viftrup Hou (guitar og vokal) og Torben Pape (trommer). Søren Højstrøm (trommer) og Jan Buller (guitar) har også spillet i bandet. De udgav i 1986 singlen Shadows are Falling/The Beast og en demo med 7 numre i 1987. Disse blev genudgivet i 2011 på compilation-albummet Randy.
"The Beast" er blevet et kulthit i metalkredse verden over. Bands fra bl.a. Italien, Spanien, USA, Peru, Chile, Columbia og Belgien har indspillet coverudgaver af "The Beast".